# Oskar II (fartyg)
Oskar II är en slup som är en replika av en Vänerslup från mitten av 1800-talet. Slupen byggdes vid Sjötorps varv på traditionellt vis av ek, fur och lärk. Slupen togs i bruk 2004.
Slupen är certifierad som lastfartyg men också certifierad för 25 passagerare. Den har en segelyta om 130 m2 samt en hjälpmotor om 85 hk.

| Fartygsdata | Vid leverans från varv                   |
| ----------- | ---------------------------------------- |
| Längd öa    | 14,00 meter (dockningslängd 23,00 meter) |
| Bredd       | 5,00 meter                               |
| Djupgående  | 1,80 meter                               |
| Brt/Nrt     | 45/- ton                                 |

Fartyget var utrustat med en tvåcylindrig ångmaskin, maskin nr 42, om 50 nom hk tillverkad vid Motala Verkstad i Motala. Den gav fartyget en fart av 8 knop.

## Historik
- 2004 Slupen togs ibruk.